# Vaccinium clementis
Vaccinium clementis är en ljungväxtart som beskrevs av Elmer Drew Merrill. Vaccinium clementis ingår i Blåbärssläktet, och familjen ljungväxter. Inga underarter finns listade i Catalogue of Life.